# Station Jessheim
Station Jessheim is een station in Jessheim in fylke Viken  in  Noorwegen. Het oorspronkelijke station dateert uit 1854, het jaar dat Hovedbanen werd geopend. In 1904 ging het eerste station door brand verloren.
Het huidige stationsgebouw is uit 1908 en werd ontworpen door Henrik Bull. Sinds 2012 stopt alleen de stoptrein van lijn L13 nog in Jessheim.